# 大衛·特倫迪尼克

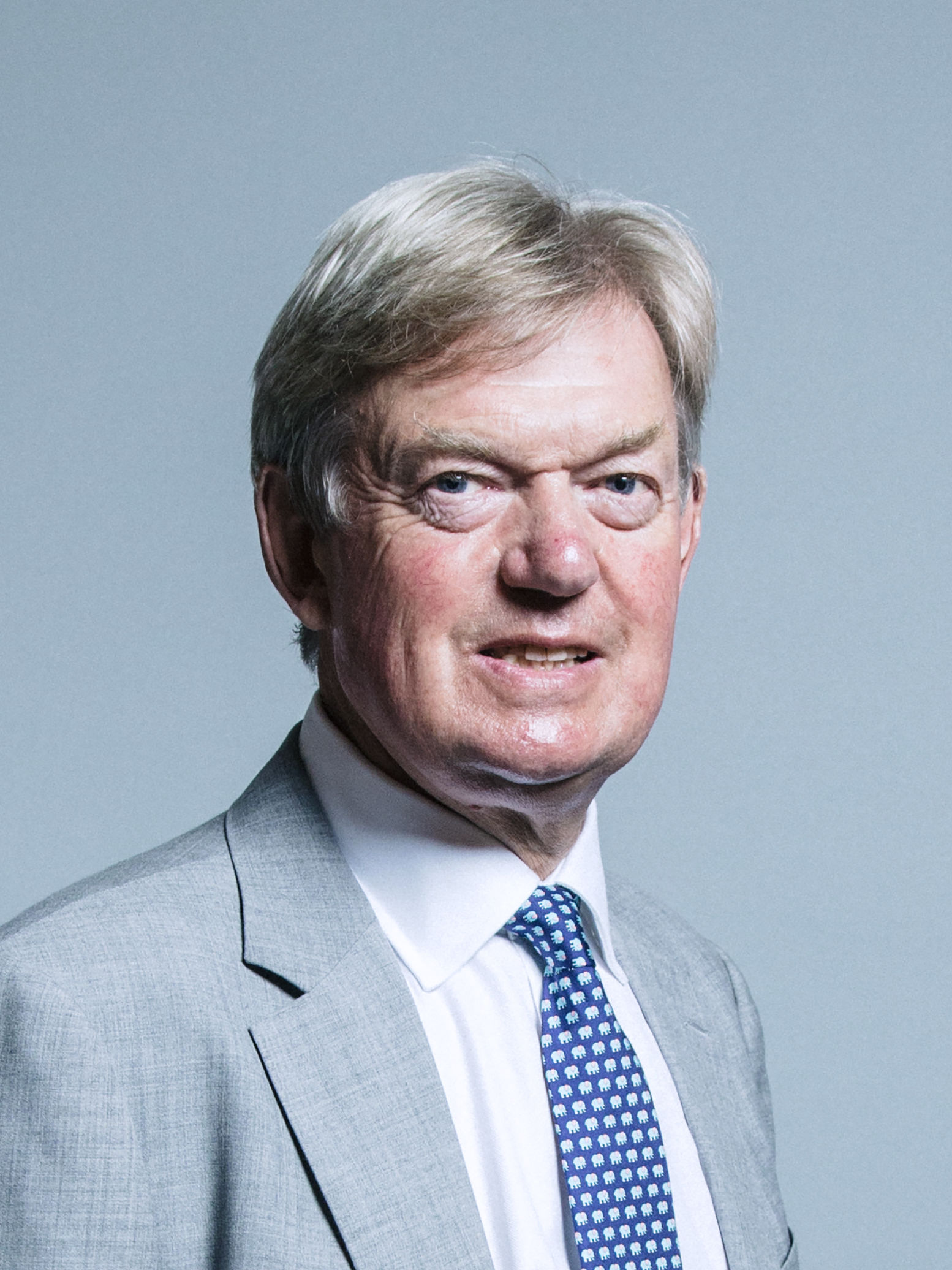

大衛·特倫迪尼克（英語：David Tredinnick，1950年1月19日—）是一位英格蘭政治人物，他的黨籍是保守黨。自1997年開始，他擔任舍伍德選區選出的英國下議院議員。他是一位替代醫學的倡導者。